# Дзендо
Дзендо (на китайски: Chántáng) или (senbutsu-jō) е японски термин превеждан грубо като "зала за медитация". В дзен будизма дзен-до е духовно доджо, където се практикува дзадзен (седяща медитация). Типичен дзенбудистки храм има обикновено поне едно дзендо както и (hon-dō) ("главна зала" (понякога превеждано като „Зала на Буда“), която се използва за церемониални цели плюс различни други зали всяка с различни функции. Все пак всяка място, където хора практикуват дзен може да се нарече дзендо.